# 兆麟站
兆麟站（英語：Siu Lun Stop）是香港輕鐵的車站之一，代號265，屬單程車票第1收費區（向元朗方向是最後一個屬單程車票第1收費區的車站），共有2個月台，共有4條輕鐵路綫途經此站。車站處於屯門鄉事會路與海珠路交界、翠寧花園旁、兆麟苑西面。
本站是輕鐵第二期新車站之一，於1991年11月17日局部啟用（月台及車站路軌）、1992年2月2日全面啟用（全部連接車站）。

## 車站結構

### 車站樓層
| 地面              | 出口 | 翠寧花園 |   |  |
| 地面              | 月台 | \| 側式 · 開左邊车门 \| \| \| \| \| \| \| \| 輕鐵505綫往兆康（安定） 輕鐵507綫往田景（安定） 輕鐵614綫往元朗（安定） 輕鐵614P綫往兆康（安定） \| 1 \| \| \| \| 2 \| 輕鐵505綫往三聖（終點站） 輕鐵507綫往屯門碼頭（豐景園） 輕鐵614綫往屯門碼頭（豐景園） 輕鐵614P綫往屯門碼頭（豐景園） \| \| \| \| 側式 · 開左邊车门 \| \| \| \| \| |   |  |
| 地面              | 出口 | 屯門鄉事會路、兆麟苑 |   |  |
| 側式 · 開左邊车门 |      | |   |  |
|                   |      | 輕鐵505綫往兆康（安定） 輕鐵507綫往田景（安定） 輕鐵614綫往元朗（安定） 輕鐵614P綫往兆康（安定） | 1 |  |
|                   | 2    | 輕鐵505綫往三聖（終點站） 輕鐵507綫往屯門碼頭（豐景園） 輕鐵614綫往屯門碼頭（豐景園） 輕鐵614P綫往屯門碼頭（豐景園） |   |  |
| 側式 · 開左邊车门 |      | |   |  |

### 車站月台
平日上午7時半至8時半，到達兆麟站1號月台的505、507綫必需停在月台後方上落客，614、614P綫則必需停在月台前方；其餘時間則按照正常模式停車。

### 車站周邊
- 兆麟苑
- 屯門護養院 - 博愛醫院[]
- 老鼠洲兒童遊樂場
- 翠寧花園
- 鐘聲慈善社胡陳金枝中學
- 基督教四方福音會深培中學
- 屯門兆麟政府綜合大樓
- 兆麟運動場
- 深培中學

## 外部連結
- 港鐵公司 - 輕鐵及巴士服務 - 輕鐵街道圖（页面存档备份，存于）
- 港鐵公司 - 輕鐵及巴士服務 - 輕鐵行車時間表（页面存档备份，存于）